# Promozione Veneto 1970-1971
Nella stagione 1970-1971 la Promozione era il quinto livello del calcio italiano (il massimo livello regionale). Qui vi sono le statistiche relative al campionato in Veneto.
Il campionato è strutturato in vari gironi all'italiana su base regionale, gestiti dai Comitati Regionali di competenza. Promozioni alla categoria superiore e retrocessioni in quella inferiore non erano sempre omogenee; erano quantificate all'inizio del campionato dal Comitato Regionale secondo le direttive stabilite dalla Lega Nazionale Dilettanti, ma flessibili, in relazione al numero delle società retrocesse dal Campionato Interregionale e perciò, a seconda delle varie situazioni regionali, la fine del campionato poteva avere degli spareggi sia di promozione che di retrocessione.

## Girone A

### Squadre partecipanti
| Club                       | Città                      |
| -------------------------- | -------------------------- |
| A.C. Abano                 | Abano Terme (PD)           |
| U.S. Adriese               | Adria (RO)                 |
| A.S. Arianese              | Ariano nel Polesine (RO)   |
| A.C. Cavarzere             | Cavarzere (VE)             |
| U.S. Cerea                 | Cerea (VR)                 |
| A.C. Cardi Chievo          | Verona (VR)                |
| A.C. Contarina             | Contarina (RO)             |
| A.C. Cornedo               | Cornedo Vicentino (VI)     |
| A.C. Legnago               | Legnago (VR)               |
| A.S. Minerbe               | Minerbe (VR)               |
| Monselice Calcio           | Monselice (PD)             |
| A.C. Montegrotto           | Montegrotto Terme (PD)     |
| U.S. Rosolina              | Rosolina (RO)              |
| A.C. Sambonifacese D.Bosco | San Bonifacio (VR)         |
| U.S. Tagliolese            | Taglio di Po (RO)          |
| A.S. Villafranca Veronese  | Villafranca di Verona (VR) |

### Classifica finale
|  | Pos. | Squadra              | Pt | G  | V  | N  | P  | GF | GS | DR  |
|  | ---- | -------------------- | -- | -- | -- | -- | -- | -- | -- | --- |
|  | 1.   | Legnago              | 48 | 30 | 20 | 8  | 2  | 49 | 13 | +36 |
|  | 2.   | Monselice            | 44 | 30 | 19 | 6  | 5  | 50 | 25 | +25 |
|  | 3.   | Contarina            | 37 | 30 | 11 | 15 | 4  | 39 | 21 | +18 |
|  | 4.   | Arianese             | 36 | 30 | 12 | 12 | 6  | 37 | 32 | +5  |
|  | 5.   | Adriese              | 34 | 30 | 11 | 12 | 7  | 32 | 25 | +7  |
|  | 6.   | Tagliolese           | 33 | 30 | 11 | 11 | 8  | 37 | 30 | +7  |
|  | 7.   | Cornedo              | 31 | 30 | 9  | 13 | 8  | 34 | 28 | +6  |
|  | 8.   | Cerea                | 29 | 30 | 9  | 11 | 10 | 32 | 27 | +5  |
|  | 9.   | Cardi Chievo         | 28 | 30 | 9  | 10 | 11 | 28 | 33 | -5  |
|  | 10.  | Sambonifacese        | 27 | 30 | 8  | 11 | 11 | 29 | 30 | -1  |
|  | 11.  | Rosolina             | 26 | 30 | 8  | 10 | 12 | 30 | 40 | -10 |
|  | 12.  | Minerbe              | 24 | 30 | 7  | 10 | 13 | 26 | 40 | -14 |
|  | 12.  | Villafranca Veronese | 24 | 30 | 9  | 6  | 15 | 30 | 41 | -11 |
|  | 14.  | Abano Terme          | 24 | 30 | 7  | 10 | 13 | 18 | 29 | -11 |
|  | 15.  | Montegrotto          | 21 | 30 | 6  | 9  | 15 | 19 | 35 | -16 |
|  | 16.  | Cavarzere            | 14 | 30 | 3  | 8  | 19 | 10 | 52 | -42 |

Verdetti
- Legnago promosso in Serie D 1971-72.
- Montegrotto e Cavarzere retrocedono in Prima Categoria 1971-72.

## Girone B

### Squadre partecipanti
| Club                  | Città                      |
| --------------------- | -------------------------- |
| U.S. Calvi Noale      | Noale (VE)                 |
| A.C. Caorle           | Caorle (VE)                |
| C.S. Conegliano       | Conegliano (TV)            |
| A.C. Crocetta 1920    | Crocetta del Montello (TV) |
| C.S. Dolo Mobili Cera | Dolo (VE)                  |
| U.S. Eraclea          | Eraclea (VE)               |
| U.S. Feltrese         | Feltre (BL)                |
| A.C. Fiesso d’Artico  | Fiesso d'Artico (VE)       |
| A.C. Jesolo           | Jesolo (VE)                |
| A.C. Julia            | Concordia Sagittaria (VE)  |
| S.S.. Libertas        | Ceggia (VE)                |
| G.S. Mira             | Mira (VE)                  |
| A.C. Montebelluna     | Montebelluna (TV)          |
| A.C. Olimpia          | Cittadella (PD)            |
| A.C. Pro Mogliano     | Mogliano Veneto (TV)       |
| U.S. Silea            | Silea (VE)                 |

### Classifica finale
|  | Pos. | Squadra         | Pt | G  | V  | N  | P  | GF | GS | DR  |
|  | ---- | --------------- | -- | -- | -- | -- | -- | -- | -- | --- |
|  | 1.   | Montebelluna    | 42 | 30 | 15 | 12 | 3  | 43 | 17 | +26 |
|  | 2.   | Pro Mogliano    | 35 | 30 | 11 | 13 | 6  | 36 | 26 | +10 |
|  | 3.   | Dolo            | 35 | 30 | 13 | 9  | 8  | 32 | 26 | +6  |
|  | 4.   | Jesolo          | 34 | 30 | 11 | 12 | 7  | 38 | 28 | +10 |
|  | 4.   | Mira            | 34 | 30 | 14 | 6  | 10 | 31 | 25 | +6  |
|  | 6.   | Coneglianese    | 31 | 30 | 10 | 11 | 9  | 31 | 26 | +5  |
|  | 6.   | Fiesso d'Artico | 31 | 30 | 9  | 13 | 8  | 31 | 28 | +3  |
|  | 8.   | Libertas Ceggia | 30 | 30 | 11 | 8  | 11 | 22 | 24 | -2  |
|  | 9.   | Calvi Noale     | 29 | 30 | 9  | 11 | 10 | 33 | 33 | 0   |
|  | 9.   | Silea           | 29 | 30 | 8  | 13 | 9  | 27 | 30 | -3  |
|  | 11.  | Eraclea         | 28 | 30 | 6  | 16 | 8  | 24 | 31 | -7  |
|  | 12.  | Olimpia         | 26 | 30 | 8  | 10 | 12 | 33 | 38 | -5  |
|  | 12.  | Julia           | 26 | 30 | 7  | 12 | 11 | 24 | 33 | -9  |
|  | 12.  | Crocetta 1920   | 26 | 30 | 6  | 14 | 10 | 28 | 38 | -10 |
|  | 15.  | Feltrese        | 24 | 30 | 7  | 10 | 13 | 25 | 36 | -11 |
|  | 16.  | Caorle          | 20 | 30 | 6  | 8  | 16 | 16 | 35 | -19 |

Verdetti
- Montebelluna promosso in Serie D 1971-72.
- Feltrese e Caorle retrocedono in Prima Categoria 1971-72.